# Вайтфіш (Монтана)
Вайтфіш (англ. Whitefish) — місто (англ. city) в США, в окрузі Флетгед штату Монтана. Населення — 7751 особа (2020).

## Географія
Вайтфіш розташований за координатами 48°26′42″ пн. ш. 114°21′38″ зх. д. / 48.44500° пн. ш. 114.36056° зх. д. (48.445012, -114.360542).  За даними Бюро перепису населення США в 2010 році місто мало площу 30,56 км², з яких 16,65 км² — суходіл та 13,90 км² — водойми.

### Клімат
Місто знаходиться у зоні, котра характеризується вологим континентальним кліматом з теплим літом. Найтепліший місяць — липень із середньою температурою 18.8 °C (65.8 °F). Найхолодніший місяць — січень, із середньою температурою -5 °С (23 °F).
| Клімат Вайтфіша         | Клімат Вайтфіша | Клімат Вайтфіша | Клімат Вайтфіша | Клімат Вайтфіша | Клімат Вайтфіша | Клімат Вайтфіша | Клімат Вайтфіша | Клімат Вайтфіша | Клімат Вайтфіша | Клімат Вайтфіша | Клімат Вайтфіша | Клімат Вайтфіша | Клімат Вайтфіша |
| Показник                | Січ.            | Лют.            | Бер.            | Квіт.           | Трав.           | Черв.           | Лип.            | Серп.           | Вер.            | Жовт.           | Лист.           | Груд.           | Рік             |
| Абсолютний максимум, °C | 10              | 17,2            | 23,3            | 26,1            | 31,7            | 35              | 39,4            | 37,8            | 34,4            | 26,7            | 20,6            | 8,9             | 39,4            |
| Середній максимум, °C   | −0,9            | 2,1             | 6,8             | 12,9            | 18,1            | 21,9            | 27,6            | 26,9            | 21,3            | 12,6            | 3,8             | −1,1            | 12,7            |
| Середня температура, °C | −5              | −3,3            | 0,7             | 5,9             | 10,8            | 14,5            | 18,8            | 17,8            | 12,8            | 5,8             | −0,2            | −4,8            | 6,2             |
| Середній мінімум, °C    | −9,2            | −8,7            | −5,3            | −1,1            | 3,5             | 7,1             | 9,9             | 8,8             | 4,2             | −0,9            | −4,3            | −8,4            | −0,4            |
| Абсолютний мінімум, °C  | −32,2           | −32,8           | −26,1           | −11,7           | −7,2            | −2,2            | 0               | −1,1            | −7,2            | −17,8           | −25             | −36,1           | −36,1           |
| Норма опадів, мм        | 53              | 39              | 33              | 38              | 59              | 78              | 39              | 36              | 36              | 35              | 50              | 55              | 551             |
| Днів з опадами          | 14              | 11              | 11              | 10              | 12              | 13              | 7               | 7               | 8               | 9               | 12              | 14              | 128             |
| Днів зі снігом          | 9,9             | 5,7             | 3,8             | 1,4             | 0               | 0               | 0               | 0               | 0               | 0,2             | 4,4             | 9,3             | 34,7            |
| ----------------------- | --------------- | --------------- | --------------- | --------------- | --------------- | --------------- | --------------- | --------------- | --------------- | --------------- | --------------- | --------------- | --------------- |
| Джерело: Weatherbase    |                 |                 |                 |                 |                 |                 |                 |                 |                 |                 |                 |                 |                 |

## Демографія
Згідно з переписом 2010 року, у місті мешкало 6357 осіб у 2982 домогосподарствах у складі 1562 родин. Густота населення становила 208 осіб/км².  Було 4086 помешкань (134/км²).
Расовий склад населення:
| - 95,8 % — білих - 0,8 % — корінних американців - 0,8 % — азіатів - 0,5 % — чорних або афроамериканців - 0,1 % — вихідців з тихоокеанських островів |

До двох чи більше рас належало 1,7 %. Частка іспаномовних становила 2,8 % від усіх жителів.
За віковим діапазоном населення розподілялося таким чином: 19,6 % — особи молодші 18 років, 66,1 % — особи у віці 18—64 років, 14,3 % — особи у віці 65 років та старші. Медіана віку мешканця становила 40,1 року. На 100 осіб жіночої статі у місті припадало 101,0 чоловіків;  на 100 жінок у віці від 18 років та старших — 97,1 чоловіків також старших 18 років.
Середній дохід на одне домашнє господарство  становив 68 546 доларів США (медіана — 51 122), а середній дохід на одну сім'ю — 88 366 доларів (медіана — 75 500). Медіана доходів становила 51 184 долари для чоловіків та 42 159 доларів для жінок. За межею бідності перебувало 6,3 % осіб, у тому числі 1,7 % дітей у віці до 18 років та 8,1 % осіб у віці 65 років та старших.
Цивільне працевлаштоване населення становило 3595 осіб. Основні галузі зайнятості: освіта, охорона здоров'я та соціальна допомога — 28,0 %, мистецтво, розваги та відпочинок — 15,2 %, фінанси, страхування та нерухомість — 12,0 %, науковці, спеціалісти, менеджери — 11,7 %.